# 577 Rhea
Rhea (asteroide 577) é um asteroide da cintura principal com um diâmetro de 39,53 quilómetros, a 2,6371204 UA. Possui uma excentricidade de 0,1529587 e um período orbital de 2 006,46 dias (5,5 anos).
Rhea tem uma velocidade orbital média de 16,88029617 km/s e uma inclinação de 5,30004º.
Esse asteroide foi descoberto em 20 de Outubro de 1905 por Max Wolf.
Este asteroide recebeu este nome em homenagem à deusa Reia da mitologia grega.